# Oksovskij
Oksovskij in russo Оксовский? è un insediamento di tipo urbano del Pleseckij rajon, situato nell'Oblast' di Arcangelo nella Russia europea.